# Sunbury (Australia)
Sunbury – miasto w Australii, w stanie Wiktoria.